# Tiago Flores
Tiago Flores (Porto Alegre, 1960) é um maestro brasileiro, arranjador e compositor.
Nasceu no dia 30 de julho de 1960, em Porto Alegre, Rio Grande do Sul. Seus primeiros contatos com a música foram no âmbito familiar. Seus pais e irmãos mais velhos eram músicos amadores que cultivavam o hábito de cantar e tocar todas as noites em casa. Fruto desses saraus, Tiago cantava desde bebê e apresentou-se pela primeira vez com três anos de idade na então TV Piratini. Aos sete anos começou a tocar violão e a partir dos nove anos já puxava os cantos na igreja católica . 
Sua mãe tocava piano e acordeon e o pai violão, e desde pequeno foi iniciado na música, mas só pensou em profissionalizar-se quando já era bancário concursado no Banco do Brasil e estava cursando Engenharia de Minas na Universidade Federal do Rio Grande do Sul, quando pediu transferência para o curso de Música, formando-se em Regência sob a orientação de Arlindo Teixeira. Na Rússia fez especialização em Regência Orquestral no Conservatório de São Petersburgo, tendo estudado com Viktor Fedotov. Também fez cursos com Kurt Redel e Lutero Rodrigues.
Venceu o concurso Jovens Regentes promovido pela OSPA e regeu como convidado importantes orquestras do Uruguai (Filarmônica de Montevideo), Venezuela (Orquestra de Câmara da Caracas), México (Orquestra Sinfônica do Estado do México), Áustria (Kaernter Sinfonieorchester, KSO), Itália (Solistas de Nápoles e Orquestra Sinfônica de Grosseto) e Lituânia (Orquestra de Câmara da Lituânia), e no Brasil atuou à frente, entre outras, da Orquestra Sinfônica do Teatro Nacional (Brasília), Orquestra Sinfônica do Paraná, Orquestra Sinfônica da Bahia, Orquestra Sinfônica de Campinas, Orquestra Sinfônica da Universidade de Caxias do Sul, Orquestra de Câmara de Blumenau, Orquestra de Câmara Eleazar de Carvalho (Fortaleza-CE) e Orquestra Sinfônica do Mato Grosso. Desde sua fundação é diretor artístico e maestro titular da Orquestra de Câmara da ULBRA. Foi diretor artístico e maestro titular da Orquestra Sinfônica de Porto Alegre de 1999 a 2001 e de 2011 a 2014.
À frente da Orquestra de Câmara da ULBRA vem recebendo inúmeros elogios da crítica especializada, destacando-se como incentivador da nova música (popular e erudita) e tendo contribuído, em muito, para o reconhecimento do conjunto como um dos melhores do gênero no país. Recebeu o prêmio Melhores da Cultura 2005, da Secretaria da Cultura do Estado do Rio Grande do Sul; em 2006 foi premiado como diretor musical do filme Sal de Prata do diretor Carlos Gerbase no Festival de Cinema de Maringá; também venceu o Prêmio Açorianos de Melhor CD Instrumental em 2006 e o Prêmio Açorianos de Melhor Espetáculo de 2008 com o Show "Beatles Magical Classical Tour". Participou do juri do 14º Festival de Música de Porto Alegre em 2019.
É coordenador geral do Projeto Ouviravida na Vila Pinto, bairro Bom Jesus, em Porto Alegre, voltado para crianças de baixa renda, que recebem aulas de música gratuitamente. Em 2018 atendia 180 crianças. Também é diretor artístico do Vocal TAKT, grupo composto por cantores profissionais, em apresentações junto à Orquestra da Ulbra.